# Belvedere (vodka)
Belvedere è una marca polacca di vodka a base di segale prodotta e distribuita da LVMH. Prende il nome da Belweder, il palazzo presidenziale della Polonia, la cui illustrazione appare sulle bottiglie, recuperandone l'originaria parola italiana. È prodotta esclusivamente in Polonia nella cittadina di Żyrardów ed è distribuita in tutto il mondo. Il marchio è stato lanciato negli Stati Uniti nel 1996 come distillato "di lusso", ed è stata commercializzata come la prima ‘super premium vodka’ al mondo.

## Storia

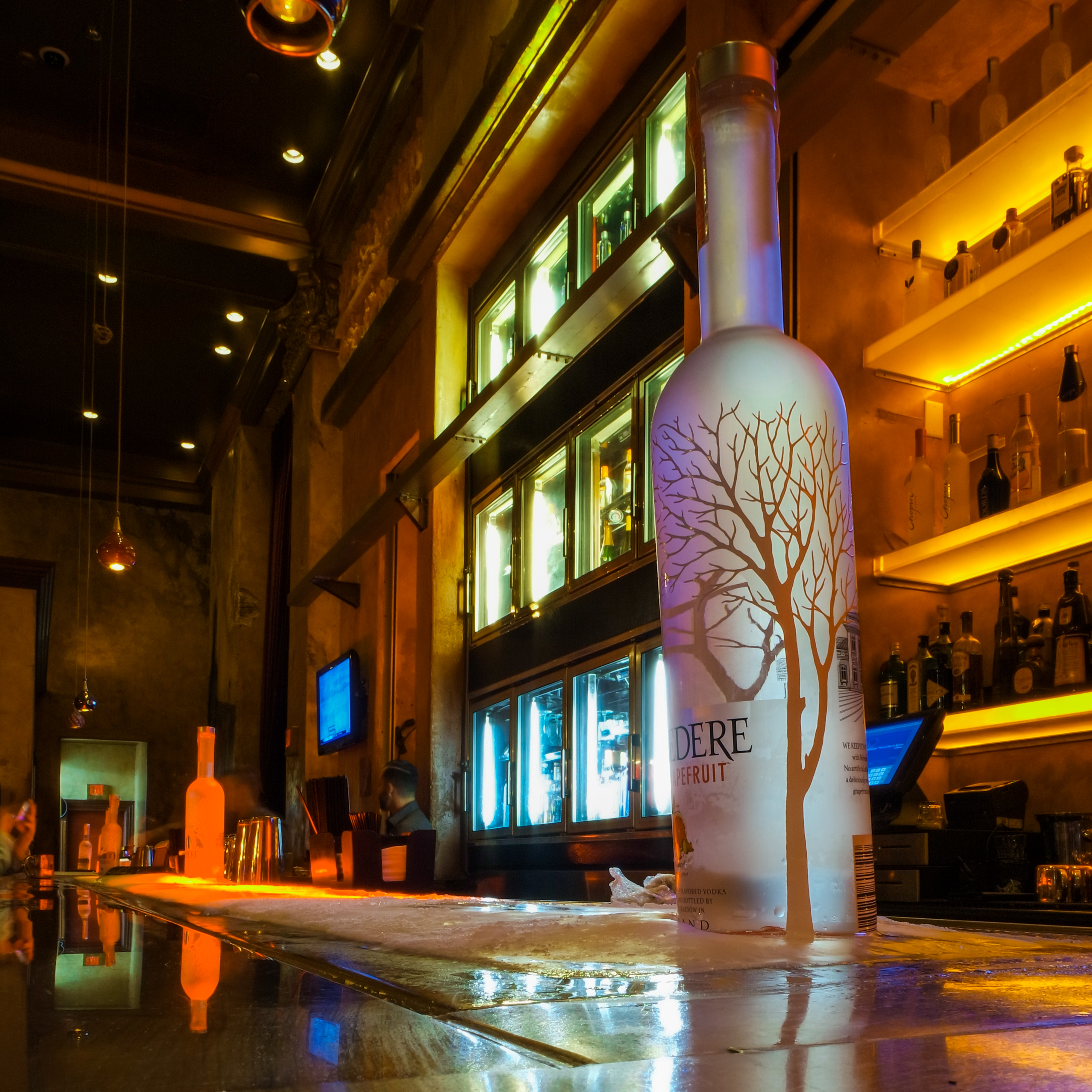
Una bottiglia di Belvedere in un bar di Mandalay Bay a Las Vegas

Belvedere Vodka

La produzione iniziò nel 1993 nella fabbrica Polmos ubicata a Żyrardów, in Polonia. La fabbrica era stata costruita nel 1910 ed era conosciuta inizialmente come: "Distilleria per la rettificazione di vodka". Nel 2001, la fabbrica venne privatizzata e acquisita dalla Millennium LLC che divenne il maggior azionista. Nel 2002 il 40% di Millennium venne acquistato dal gruppo LVMH e nell'aprile del 2005 la quota arrivò al 100%.

## Prodotti
Belvedere produce anche una linea di vodka aromatizzate, chiamate Macerations. Queste varietà non vengono filtrate al carbone, ma con filtri di cellulosa prima dell'imbottigliamento. Questo viene fatto per assicurarsi che gli oli essenziali che portano gli aromi e danno il gusto vengano conservati. La linea di prodotti Belvedere Maceration include: Mango Passion, Lemon Tea, Bloody Mary, Pink Grapefruit, Black Raspberry, Orange, and Citrus.

## Critiche
Il 23 marzo 2012, le pagine Twitter e Facebook di Belvedere Vodka hanno postato un'immagine che è stata attaccata perché sembrava banalizzare lo stupro. L'immagine rappresentava un uomo che tratteneva giocosamente una donna che sembrava se ne volesse andare, e lo slogan, "Unlike Some People, Belvedere Always Goes Down Smoothly." ("A differenza di alcune persone, Belvedere entra sempre liscia") L'immagine è rimasta sui social network per circa 45 minuti, prima di esser rimossa.
In un'analisi condotta dalla TV svizzera RTS nel maggio 2014, il gruppo di laboratori Eurofins Scientific ha rivelato la presenza di zucchero di canna o mais, mentre l'etichetta della Belvedere dice espressamente che la bevanda contiene solo alcol da segale.